# Veynes
Veynes è un comune francese di 3 324 abitanti situato nel dipartimento delle Alte Alpi della regione della Provenza-Alpi-Costa Azzurra.

## Società

### Evoluzione demografica
Abitanti censiti

### Gemellaggi
- Suno, dal 2020[2]